# Carlin Moura
Carlos Magno de Moura Soares ou simplesmente Carlin Moura (Virgolândia, 29 de fevereiro de 1968) é um advogado, jornalista e político brasileiro do estado de Minas Gerais. Foi vereador em Contagem de 2005 a 2006 e em 2008 disputou a prefeitura de Contagem ficando em terceiro lugar. No período de 2007 a 2012, foi deputado estadual em Minas Gerais. Em 2012 concorreu e venceu a sua segunda eleição para Prefeitura de Contagem, alcançando 65,90% dos 390 mil votos disponíveis, se tornando o candidato com o maior número de votos conquistados na história da cidade até 2016, onde não foi reeleito. Em 2020 voltou a concorrer à Câmara de Contagem, sendo eleito vereador novamente e dessa vez pelo PDT, para a legislatura 2021 a 2024. 
Iniciou-se na política no movimento estudantil e Sindical. Tendo sido vice-presidente da União Nacional dos Estudantes (UNE) entre 1991 a 1993, Carlos ocupou também o cargo de diretor do DCE da Universidade Federal de Minas Gerais. Carlin atuou por anos na União da Juventude Socialista, foi Vice Presidente do PCdoB no estado e em 2020 filiou-se ao PDT.